# Tensor de curvatura de Ricci
Em geometria diferencial, o tensor de curvatura de Ricci, ou simplesmente tensor de Ricci, é um tensor bivalente, obtido como um traço do tensor de curvatura. Pode ser pensado como um laplaciano do tensor métrico no caso das variedades de Riemann. Nas dimensões 2 e 3, o tensor de curvatura é determinado totalmente pela curvatura de Ricci. Pode-se pensar na curvatura de Ricci em uma variedade de Riemann como um operador no espaço tangente. Se este operador é simplesmente multiplicado por uma constante, então temos variedade de Einstein. A curvatura de Ricci é proporcional ao tensor métrico neste caso. Esse é mais um caso especial de tensor de Riemann, tendo uma contração em alguns índices seus, como o seguinte exemplo:
{\displaystyle {R_{\mu \nu }=R_{\mu \rho \nu }^{\rho }=\partial _{\rho }\Gamma _{\nu \mu }^{\rho }-\partial _{\nu }\Gamma _{\rho \mu }^{\rho }+\Gamma _{\rho \lambda }^{\rho }\Gamma _{\nu \mu }^{\lambda }-\Gamma _{\nu \lambda }^{\rho }\Gamma _{\rho \mu }^{\lambda }}},
sendo o símbolo de Christoffel representado por
{\displaystyle {\Gamma _{\alpha \beta }^{\rho }={\frac {1}{2}}g^{\rho \lambda }(g_{\alpha \lambda ,\beta }+g_{\lambda \beta ,\alpha }-g_{\beta \alpha ,\lambda })}}.

## Definição
A curvatura de Ricci pode ser explicada em termos da curvatura seccional da seguinte maneira: para um vector unitário v, <R(v), v > é soma das curvaturas seccionais de todos os planos atravessados pelo vector v e um vector de um marco ortonormal que contém v (há n-1 de tais planos). Aqui R(v) é a curvatura de Ricci como um operador linear no plano tangente, e <.,.> é o produto interno. A curvatura de Ricci contém a mesma informação que todas as tais somas sobre todos os vectores unitários. Nas dimensões 2 e 3 este é o mesmo que especificar todas as curvaturas seccionais ou o tensor de curvatura, mas em dimensões mais altas a curvatura de Ricci contém menos informação. Por exemplo, as variedades de Einstein não têm que ter curvatura constante nas dimensões 4 ou maiores.

## Aplicações do tensor de curvatura de Ricci
A curvatura de Ricci pode ser utilizada para definir as classes de Chern de uma variedade, que são invariantes topológicos (portanto independentes da escolha da métrica). A curvatura de Ricci também é utilizada no fluxo de Ricci, onde uma métrica é deformada na direção da curvatura de Ricci. Em superfícies, o fluxo produz uma métrica de curvatura de Gauss constante e segue o teorema de uniformização para as superfícies. A curvatura de Ricci desempenha um papel importante em relatividade geral, onde é o termo dominante nas equações de campo de Einstein.

## Topologia global e a geometria de curvatura de Ricci positiva
O teorema de Myers estabelece que se a curvatura de Ricci é limitada por baixo em uma variedade completa de Riemann por {\displaystyle \left(n-1\right)k>0\,\!}, então seu diâmetro é {\displaystyle \leq \pi /{\sqrt {k}}}, e a variedade tem que ter um grupo fundamental finito. Se o diâmetro é igual a {\displaystyle \pi /{\sqrt {k}}}, então a variedade é isométrica a uma esfera de curvatura constante k.
A desigualdade de Bishop-Gromov estabelece que se a curvatura de Ricci de uma variedade m-dimensional completa de Riemann é ≥0 então o volume de uma esfera é menor ou igual ao volume de uma esfera de mesmo raio no m-espaço euclideano. Mais ainda, se {\displaystyle v_{p}(R)} denota o volume da bola com centro p e raio {\displaystyle R} na variedade e o {\displaystyle V(R)=c_{m}R^{m}} denota o volume da bola de raio R no m-espaço euclidiano então a função {\displaystyle v_{p}(R)/V(R)} é não crescente (a última desigualdade pode ser generalizada a uma cota de curvatura arbitrária e é o ponto dominante na prova do teorema de compacidade de Gromov).
O teorema de partição de Cheeger-Gromoll indica isso se uma variedade completa de Riemann com o Ricci ≥ 0 tem uma linha reta (ou seja, uma geodésica minimizante infinita de ambos os lados) então é isométrica a um espaço R x L, onde L é uma variedade de Riemann.
Todos os resultados acima mencionados demonstram que a curvatura de Ricci positiva tem certo significado geométrico, em contrário, a curvatura negativa não é tão restritiva, em particular como foi demonstrado por Joachim Lohkamp, qualquer variedade admite uma métrica de curvatura negativa.